# 雅夫連卡
雅夫連卡是哈薩克斯坦的城鎮，位於該國北部北哈薩克斯坦州，由葉西爾區負責管轄，始建於1876年，面積約為16平方公里，根據2009年統計，人口為5,630人。